# Españita (kommun)
Españita är en kommun i Mexiko.   Den ligger i delstaten Tlaxcala, i den sydöstra delen av landet, 70 km öster om huvudstaden Mexico City. Antalet invånare är 8 399.
Följande samhällen finns i Españita:
- Barrio de Torres
- San Miguel Pipiyola